# Георгиос Касториотис
 Тази статия е за гръцкия общественик.  За Георги Кастриоти, по-известен като Скендербег, вижте Скендербег.  
Георгиос Димитриу Касториотис или Кастриотис (на гръцки: Γεώργιος Δημητρίου Καστοριώτης, Καστριώτης; на румънски: Gheorghe Castriotul) е гръцки общественик и влашки дипломат от XVIII век по време на управлението на Константин Бранковяну.

## Биография
Роден е в западномакедонския град Костур, Османската империя. Установява се във Влашко, където е направен постелник и велик комес от войводата Константин Бранковяну (1704-1706). Изпратен е като посланик в двора на цар Петър Велики в Москва между 1697 и 1703 година. В същия период е посланик на Бранковяну и при хетмана на Украйна Иван Мазепа в Батурин.
При завръщането си във Влашко получава от Бранковяну къща в Букурещ. Касториотис поддържа кореспонденция с Фьодор Алексеевич Головин, шефа на Посолския приказ на Петър Велики, а след смъртта на Головин в 1706 година - с неговия приемник Гаврил Головкин. През 1710 година, в продължение на повече от месец, е посланик на Бранковяну в Яш в двора на новия владетел на Молдова Николай Маврокордат.
През 1705 година Кастриотис основава в махалата Музевики на родния си град Училище за свещени писания. За издръжката на това училище Касториотис депозира 13 000 дуката във Венеция през 1708 година. Дарява пари и на Йерусалимската патриаршия.